# Sed de venganza
Sed de venganza est une telenovela américaine diffusée depuis le 15 octobre 2024 sur Telemundo.

## Synopsis
Fernanda Ríos est déterminée à se libérer des abus qu'elle a subis dans son enfance. Cependant, ses plans tournent mal lorsque la tromperie et le chantage la conduisent dans le royaume sombre d'Eugenio Beltrán, qui l'entraîne à mettre en œuvre un plan de vengeance contre la famille Del Pino. Fernanda infiltre la famille Del Pino, affaiblissant ses membres pour reprendre leur entreprise et leur fortune. Dix ans plus tard, Francisco, dont Fernanda a détruit la vie, revient pour se venger, désormais sous l'identité d'Emilio Monténégro. Cependant, Fernanda ne connaît pas sa véritable identité et son arrivée réveille en elle une passion inattendue qui complique ses projets de vengeance.

## Distribution
- Isabella Castillo : Fernanda Ríos / Regina Castaño[2]
- Danilo Carrera : Francisco Ramírez / Emilio Montenegro
- Alexa Martín : Elisa del Pino
- Carlos Torres : Gabriel del Pino[3]
- Sebastián Carvajal : Marcelo Echeverri
- Diego Olivera : Eugenio Beltrán[3]
- Daniela Martínez : Mónica Rodríguez
- Roberto Romano : Alonso del Pino
- Fefi Oliveira : Brenda Ferrero
- Rodolfo Salas : Roberto León[4]
- María José Camacho : Ana del Pino
- Javier Ponce : Sebastián del Pino
- Sandra Itzel : Patricia Flores
- Humberto Búa : Fermín Pérez
- Roberta Burns : Tania Villanueva
- María Laura Quintero : Erika Flores
- Claudia Coira : Claudia Flores
- María Eugenia Arboleda : Mirna Guerrero
- Saúl Lisazo : Alfredo del Pino

## Diffusion
- Telemundo (2024)

## Autres versions
- Pura sangre (RCN Televisión, 2007-2008), avec Rafael Novoa, Marcela Mar et Kathy Saénz[5].
- Mañana es para siempre (Televisa, 2008-2009), avec Fernando Colunga, Silvia Navarro et Lucero.